# مايكل غروس (ممثل)
مايكل غروس (بالإنجليزية: Michael Gross)‏ مواليد 21 يونيو 1947 في شيكاغو، هو ممثل أمريكي بدأ مسيرته الفنية سنة 1975. فاز بجائزة دراما ديسك.

## الأعمال
- روابط عائلية
- باتمان
- إي آر
- القانون والنظام: الوحدة الخاصة للضحايا
- القانون والنظام: النية الإجرامية
- احتراق
- كيف قابلت أمكما
- ذا ينغ أند ذا رستلس
- سايك
- الحدائق والمنتزهات
- اكبح حماسك
- آخر الرجال
- سوتس
- غرايس وفرانكي
- بلال

## روابط خارجية
- مايكل غروس على موقع IMDb (الإنجليزية)
- مايكل غروس على موقع روتن توميتوز (الإنجليزية)
- مايكل غروس على موقع ألو سيني (الفرنسية)
- مايكل غروس على موقع ميوزك برينز (الإنجليزية)
- مايكل غروس على موقع أول موفي (الإنجليزية)
- مايكل غروس على موقع قاعدة بيانات برودواي على الإنترنت (الإنجليزية)
- مايكل غروس على موقع قاعدة بيانات الأفلام السويدية (السويدية)
- مايكل غروس على موقع إن إن دي بي (الإنجليزية)
- مايكل غروس على موقع قاعدة بيانات الفيلم (الإنجليزية)
- مايكل غروس على موقع كينوبويسك (الروسية)
- مايكل غروس على موقع كينوبويسك (الروسية)